# Copa balón
La copa de coñac, de brandy, coñaquera o balón (en inglés, snifter) es un tipo de copa cuyo cáliz posee una base ancha y una apertura relativamente estrecha, y su tallo es corto. Se utiliza principalmente para servir licores añejos como el whisky escocés, el Bourbon, el coñac o el brandy.

## Diseño
La gran superficie del líquido contenido acelera su evaporación, y su forma de balón con la parte superior estrecha atrapa el aroma dentro del vaso, mientras que el fondo redondeado permite que el vaso se ahueque en la mano, calentando así el licor. Esta copa tiene una capacidad de 18-24 cl (6–8 US fl oz), aunque nunca se llenan hasta arriba, generalmente a la mitad, o menos. El diseño de la coñaquera hace que prevenga derrames en caso de caer de lado.
Una variante es la pipa de coñac (en francés, ‘‘pipe à cognac’‘), un vaso con la forma de una pipa, que se usa para tomar oporto y brandy.

## Uso con cervezas
Las características particulares de esta copa han hecho que también sea habitual su uso para servir algunos estilos de cerveza, principalmente aquellos que presentan aromas complejos y tienen una medida ABV de 8% o más, como la imperial stout, la porter, el vino de cebada y la doble india pale ale.